# 3872 Akirafujii
3872 Akirafujii è un asteroide della fascia principale del diametro medio di circa 15 km. Scoperto nel 1983, presenta un'orbita caratterizzata da un semiasse maggiore pari a 2,6607307 au e da un'eccentricità di 0,2053170, inclinata di 13,04715° rispetto all'eclittica.
L'asteroide è dedicato all'astrofotografo giapponese Akira Fujii.